# Сборная Норвегии по биатлону
Сборная Норвегии по биатлону — команда, которая представляет Норвегию на международных турнирах по биатлону.

## Олимпийские игры
По количеству золотых, серебряных и бронзовых медалей, завоёванных на Олимпийских играх, Норвегия уступает лишь сборным России и Германии. Традиционно мужская команда добивается больших успехов на мировой арене, чем женщины.
- Первую медаль для Норвегии завоевал Олав Йордет в 1964 году (вторые по счёту зимние Олимпийские игры, где участие принимали биатлонисты).
- Первая золотая медаль была завоёвана уже в 1968 году, на следующей олимпиаде Магнаром Сольбергом.
- На пяти Олимпийских играх подряд с 1976 по 1994 годы норвежцы оставались без медалей: исключением стали лишь игры в Сараево, где Норвегия завоевала по медали каждого достоинства.[1]
- В 1998 году Норвегия совершила внезапный рывок, завоевав 5 наград, две из которых стали золотыми. Женщины завоевали свою первую медаль — бронзу в эстафете.
- В 2002 году тогда ещё восходящая звезда норвежского биатлона Уле-Эйнар Бьёрндален стал абсолютным Олимпийским чемпионом, принеся в копилку команды 4 «золота», женщины в эстафете завоевали «серебро», а Лив-Грете Пуаре стала первой норвежкой, завоевавшей медаль в личной гонке. Итог — 6 медалей.
- В Турине в 2006 году норвежские атлеты повторили достижение предыдущей олимпиады: они завоевали также 6 медалей, но среди них не было золотых наград, а женщины и вовсе остались без медалей.
- В Ванкувере в 2010 году Норвегия завоевала 5 наград, три золота и два серебра. Золото команде принесли Эмиль Хегле Свеннсен, Тура Бергер и мужская эстафетная команда.
- В Сочи в 2014 году биатлонисты Норвегии принесли в копилку своей сборной 6 олимпийских медалей: три золота, одно серебро и две бронзы. В первом мужском спринте свою седьмую олимпийскую победу сенсационно одержал сорокалетний Уле-Эйнар Бьёрндален. В мужском масс-старте фотофиниш назначил победителем Эмиля Хегле Свеннсена. Третье золото было добыто в смешанной эстафете усилиями Туры Бергер, Тириль Экхофф и все тех же Уле-Эйнара Бьёрндалена и Эмиля Хегле Свеннсена. 40-летний Бьёрндален выиграл свою 13-ю в карьере олимпийскую медаль, чего ранее не добивался ни один человек на зимних Олимпийских играх.
- В Пхёнчхане в 2018 году команда Норвегии завоевала 6 медалей, одно золото, три серебра и две бронзы. Золото команде принес Йоханнес Бё в индивидуальной гонке. Серебряные награды принесли: Марте Олсбю в спринте, мужская эстафетная команда и смешанная эстафетная четверка в составе Марте Олсбю, Тириль Экхофф, Йоханнес Бё и Эмиль Хегле Свеннсен. Бронзу завоевали Тириль Экхофф и Эмиль Хегле Свеннсен в масс-стартах.

Таблица медалей
| Команда            | Золото | Серебро | Бронза | Всего |
| ------------------ | ------ | ------- | ------ | ----- |
| Норвегия           | 13     | 14      | 8      | 35    |
| Норвегия (Мужчины) | 12     | 11      | 6      | 29    |
| Норвегия (Женщины) | 1      | 3       | 2      | 6     |

### Мужчины
Медали Олимпийских игр завоёвывали 17 спортсменов, трое из которых продолжают выступление на данный момент — Йоханнес Бё, Тарьей Бё и Ларс Хельге Биркеланн.
Таблица медалей с учётом всех гонок
Жирным шрифтом выделены действующие биатлонисты.
| Место | Спортсмен             | Золото | Серебро | Бронза | Всего |
| ----- | --------------------- | ------ | ------- | ------ | ----- |
| 1     | Уле-Эйнар Бьёрндален  | 8      | 4       | 1      | 13    |
| 2     | Халвар Ханевольд      | 3      | 2       | 1      | 6     |
| 3     | Эмиль Хегле Свеннсен  | 4      | 3       | 1      | 8     |
| 4     | Магнар Сольберг       | 2      | 1       | —      | 3     |
| 5     | Йоханнес Бё           | 1      | 2       | —      | 3     |
| 6     | Фруде Андресен        | 1      | 1       | 1      | 3     |
| —     | Эйрик Квальфосс       | 1      | 1       | 1      | 3     |
| 8     | Эгиль Йелланн         | 1      | 1       | —      | 2     |
| —     | Тарьей Бё             | 1      | 1       |        | 2     |
| 10    | Олав Йордет           | —      | 1       | 1      | 2     |
| 11    | Даг Бьёрндален        | —      | 1       | —      | 1     |
| —     | Ларс Хельге Биркеланн | —      | 1       | —      | 1     |
| —     | Йон Истад             | —      | 1       | —      | 1     |
| —     | Ула Верхауг           | —      | 1       | —      | 1     |
| —     | Хьелл Сёбак           | —      | 1       | —      | 1     |
| —     | Рольф Сторсвеен       | —      | 1       | —      | 1     |
| —     | Одд Лирус             | —      | 1       | —      | 1     |

#### Таблица медалей без учёта командных гонок
Только 8 спортсменам Норвегии удалось завоевать медали в личных гонках, при этом выступление на этапах Кубка Мира продолжает только Йоханнес Бё.
Жирным шрифтом выделены действующие биатлонисты.
| Место | Спортсмен            | Золото | Серебро | Бронза | Всего |
| ----- | -------------------- | ------ | ------- | ------ | ----- |
| 1     | Уле-Эйнар Бьёрндален | 5      | 2       | 1      | 8     |
| 2     | Эмиль Хегле Свеннсен | 2      | 1       | 1      | 4     |
| 3     | Магнар Сольберг      | 2      | —       | —      | 2     |
| 4     | Халвар Ханевольд     | 1      | 1       | 1      | 3     |
| 5     | Эйрик Квальфосс      | 1      | —       | 1      | 2     |
| 6     | Йоханнес Бё          | 1      | —       | —      | 1     |
| 7     | Фруде Андресен       | —      | 1       | 1      | 2     |
| 8     | Олав Йордет          | —      | —       | 1      | 1     |

### Женщины

#### Таблица медалей с учётом всех гонок
Только 8 норвежек смогли завоевать медали на Олимпийских играх. Все из них завершили свои выступления на профессиональном уровне. Кроме Тириль Экхофф и Марте Олсбю.
| Место | Спортсмен              | Золото | Серебро | Бронза | Всего |
| ----- | ---------------------- | ------ | ------- | ------ | ----- |
| 1     | Тура Бергер            | 2      | 1       | 1      | 4     |
| 2     | Тириль Экхофф          | 1      | 1       | 3      | 6     |
| 3     | Лив-Грете Пуаре        | —      | 2       | 1      | 3     |
| 4     | Марте Олсбю            | —      | 2       | —      | 2     |
| 5     | Анн-Эллен Шельбрей     | —      | 1       | 1      | 2     |
| —     | Гунн Маргит Андреассен | —      | 1       | 1      | 2     |
| 6     | Аннетте Сиквеланн      | —      | 1       | —      | 1     |
| —     | Линда Груббен          | —      | 1       | —      | 1     |

#### Таблица медалей без учёта командных гонок
| Место | Спортсмен       | Золото | Серебро | Бронза | Всего |
| ----- | --------------- | ------ | ------- | ------ | ----- |
| 1     | Тура Бергер     | 1      | 1       |        | 2     |
| 2     | Лив-Грете Пуаре | —      | 1       | —      | 1     |
| 3     | Марте Олсбю     | —      | 1       | —      | 1     |
| 4     | Тириль Экхофф   | —      | —       | 2      | 2     |

## Чемпионаты мира

### Чемпионат мира 2009
Чемпионат мира прошёл в Южной Корее 13 по 23 февраля 2009 года. Норвегия может заявить по 6 спортсменов от женской и мужской команд (максимально допустимое количество), в каждой гонке может стартовать не более 4-х спортсменов (в мужской индивидуальной гонке, преследовании и масс-старте от Норвегии может выступить по 5 спортсменов, так как на предыдущем чемпионате мира в данных дисциплинах норвежцы победили).
Состав сборной на чемпионате стал известен 19 января.
Мужская команда:
- Уле-Эйнар Бьёрндален
- Эмиль Хегле Свендсен
- Александр Ус
- Халвар Ханевольд
- Ларс Бергер
- Ронни Хафсас

Женская команда:
- Тура Бергер
- Сольвейг Ругстад
- Жюли Бонневи-Свендсен
- Анн Кристин Офедт Флатланн
- Анна Игстадбьёрг
- Лив-Кьерсти Эйкеланн

#### Обладатели медалей
| Место | Страна               |   |   |   | Всего |
| ----- | -------------------- | - | - | - | ----- |
| 1     | Уле-Эйнар Бьёрндален | 2 | — | — | 1     |
| 2     | Ларс Бергер          | — | 1 | — | 1     |
| 3     | Халвар Ханевольд     | — | — | 1 | 1     |
| —     | Александр Ус         | — | — | 1 | 1     |

| Золото |                      |                        |
| №      | Спортсмены           | Дисциплина             |
| 1      | Уле-Эйнар Бьёрндален | Спринт, 10 км          |
| 2      | Уле-Эйнар Бьёрндален | Преследование, 12.5 км |

| Серебро |             |               |
| №       | Спортсмены  | Дисциплина    |
| 1       | Ларс Бергер | Спринт, 10 км |

| Бронза |                  |                        |
| №      | Спортсмены       | Дисциплина             |
| 1      | Халвар Ханевольд | Спринт, 10 км          |
| 2      | Александр Ус     | Преследование, 12.5 км |